# Nàuloc
Nàuloc (llatí: Naulochus o Naulocha grec antic: Ναύλοχος, Ναύλοχοι o Ναύλοχα) va ser una petita ciutat de la costa nord de Sicília entre Miles (Mylae) i el cap Peloros, segons la situa Apià.
Només és coneguda perquè en aquest lloc Marc Vipsani Agripa va derrotar a Sext Pompeu en una segona batalla naval que va seguir la de Miles, l'any 36 aC. Durant la batalla Sext Pompeu es trobava acampat amb les seves forces de terra a Nauloc; després de la victòria Octavi es va establir a la ciutat mentre Marc Vipsani Agripa i Lèpid avançaven cap a Messana.
Pel seu nom grec, derivat de ναύλοχιον, que vol dir desembarcador, fondejador, sembla que era una rada acollidora, i potser no hi havia cap ciutat, encara que Sili Itàlic l'inclou a la llista que dona de ciutats sicilianes.